# Red Army
Red Army és un documental estatunidenc-rus del 2014 dirigit, produït i escrit per Gabe Polsky, produït executivament per Jerry Weintraub i Werner Herzog. Es va estrenar al 67è Festival Internacional de Cinema de Canes i va ser estrenat en sales limitades per Sony Pictures Classics el 23 de gener de 2015. La pel·lícula narra la història de l'equip nacional d'hoquei sobre gel de la Unió Soviètica a través dels ulls del capità de l'equip Slava Fetisov, en particular de la famosa unitat de cinc homes dels anys 90 coneguda com els Russian Five.
La pel·lícula detalla el vincle entre esports i política. La pel·lícula també narra com els jugadors van ser captats pels exploradors de la National Hockey League i, finalment, van inundar les llistes de la NHL. La pel·lícula és particularment dura sobre les tàctiques implacables de l'entrenador Viktor Tikhonov sobre el qual cap dels jugadors té una paraula amable. Tikhonov va morir el novembre de 2014.
La pel·lícula utilitza imatges rares d'arxiu, inclosos els nens cantant "Trus ne igráet v khokkéi", cançó composta per Aleksandra Pakhmutova el 1968.

## Argument
La pel·lícula relata el predomini de la Unió Soviètica en l'hoquei sobre gel durant la Guerra Freda.

## Estrena
Red Army va fer el seu debut nord-americà al Festival Internacional de Cinema de Toronto de 2014 i va ser estrenat als cinemes nord-americans per Sony Pictures Classics. La pel·lícula tracta sobre el joc soviètic-rus des dels anys cinquanta fins al seu deteriorament als anys noranta. La pel·lícula es va projectar a la secció de projeccions especials del 67è Festival Internacional de Cinema de Canes.
La pel·lícula es va incloure a les seleccions oficials als festivals de cinema de Telluride, Toronto i Nova York. Red Army va guanyar el premi de l'audiència als AFI de 2014, Chicago i Middleburg. La pel·lícula fou seleccionada per ser projectada a la cerimònia d'inauguració del 36è Festival Internacional de Cinema de Moscou.

## Recepció
Red Army és una de les pel·lícules més ben valorades del 2014, amb una puntuació del 97% a Rotten Tomatoes amb una puntuació mitjana de 7,9/10 basada en 92 comentaris. El consens del lloc diu: "Divertit i fascinant, Red Army ofereix un drama documental absorbent tant per als amants de l'hoquei com per als novells esportius." A Metacritic, la pel·lícula té una valoració de 83 sobre 100 basada en 33 crítics, el que indica "aclamació universal".
A. O. Scott de The New York Times va nomenar Red Army una "història esbojarradora i esbojarrada: una novel·la russa d'escombreria tolstoienca i absurditat gogolesca". La revista Time va dir: "aquesta lúdica i punyent pel·lícula presenta una història humana que transcendeix dècades, fronteres i ideologies". Scott Feinberg de The Hollywood Reporter va qualificar la pel·lícula de "un dels millors documentals que he vist mai".
La pel·lícula fou nominada al millor guió documental del Writers Guild of America.